# Drei reizende Schwestern: Das blaue Krokodil
Das blaue Krokodil ist der sechste und vorletzte Schwank der Drei-reizende-Schwestern-Reihe (1984 – 1991). Er wurde am 2. März 1990 zum ersten Mal im Programm des Fernsehens der DDR ausgestrahlt.

## Handlung
Olga Knopf bekommt wie aus dem Nichts einen Brief von der Großmutter ihres Pflegesohns Tassilo, in dem sie ankündigt, ihr das ländliche Gasthaus Das blaue Krokodil überschreiben will. Zu diesem Zweck erscheint  deren Sohn Erwin Persicke, um die Modalitäten zu besprechen. Olga will sich nun zusammen mit Persicke das Lokal in Eltenhagen ansehen, möchte aber auf keinen Fall, dass ihre Schwester Irmgard davon erfährt. Irmgard merkt natürlich, dass ihr ihre Schwestern etwas verheimlichen. Von Erwin Persicke ist sie recht angetan und erfährt von ihm von Olgas Glück. Sofort wird sie neidisch und findet, dass nur sie die Richtige für das Restaurant wäre und nicht ihre Schwester. Daher reist sie Olga hinterher, die sich gerade mit Frieda Persicke bekanntmacht. Gezielt durchkreuzt Irmgard zwar Olgas Zukunftspläne, doch wird am Ende auch sie nicht die neue Besitzerin des Blauen Krokodil, sondern Meinhard Seidenspinner. Frieda Persicke hält ihn, da er früher Koch im Interhotel war, für den geeignetsten Kandidaten, ihr Lokal in ihrem Sinne weiterzuführen.
Auch bei Mathilde geht es turbulent zu, denn seit ihrer Pensionierung arbeitet sie ein wenig nebenbei und schreibt für die Krimiautorin Lotte Bumke auf der Schreibmaschine die Manuskripte. Nach Olgas Vorstellung sollte Mathilde ihr freies Zimmer an die Künstlerin Sybille da Costa zur Untermiete vergeben, doch will sie, wenn überhaupt, nur an einen männlichen Gast vermieten. Kurzerhand findet sich der angebliche Oberförster Guido von Putzlitz bei Mathilde ein, um das Zimmer zu mieten. Mathilde bemerkt nicht, dass sich hinter dem Kostüm des Försters die Verwandlungskünstlerin Sybille da Costa steckt, die sich so den Zuschlag für das Zimmer sichern kann.